# Concordia (Italië)
Concordia Sagittaria was een Romeinse kolonie, in 40 na Chr. gesticht met de naam Julia Concordia in de huidige gemeente Concordia Sagittaria in het noordoosten van Italië. Er bevonden zich thermische bronnen en baden en er werd een theater gebouwd. Het was dus toentertijd een voorspoedige plaats. In de 3e eeuw kreeg de plaats echter een méér militaire functie toebedeeld. Er kwam een fabriek waar pijlen gemaakt werden. In 389, nadat het Christendom onder keizer Constantijn de officiële godsdienst geworden was, kwam er een bisschopszetel. Een allereerste basiliek zou hier zijn gebouwd. De Hunnen verwoestten decennia later de gehele streek. Daarna kwamen de Longobarden, die het gebied bezetten. Haar vroegere voorspoed heeft de plaats niet meer teruggekregen.
Archeologische opgravingen, sedert het einde van de 19e eeuw sporadisch uitgevoerd, brachten ruïnes van de basilica, gedeeltelijk onder de huidige kathedraal gelegen, tevoorschijn. Resten van de Romeinse brug en de Romeinse thermen werden opgegraven. Stukken van de oude omwalling en gedeelten van Romeinse bestrating werden gevonden.
De oudste bouwwerken van de huidige kathedraal gaan terug naar het einde van de 7e eeuw. Uit dezelfde periode dateert het fraaie baptisterium.
Byzantijnse stijl en de vorm van een Grieks kruis overheerst in de architecturale vormgeving van de huidige kathedraal. Verschillende fraaie oude fresco's zijn er te bewonderen.